# コマルカ・デ・バルデオーラス
コマルカ・デ・バルデオーラス（Comarca de Valdeorras）はガリシア州オウレンセ県のコマルカで、同県の北東部に位置し、カスティーリャ・イ・レオン州に接している。
オ・バルコ・デ・バルデオーラス、オ・ボーロ、カルバジェーダ・デ・バルデオーラス、ラロウコ、ペティン、ア・ルーア、ルビアー、ア・ベイガ、ビラマルティン・デ・バルデオーラスの9の自治体によって構成される。
隣接するコマルカは、西がコマルカ・デ・キローガとコマルカ・ダ・テーラ・デ・トリーベス、南がコマルカ・デ・ビアナで、北から東にかけてはカスティーリャ・イ・レオン州のレオン県と、そして東南はサモーラ県と接している。
面積は969.2km²で、2010年の人口は28,217人（2007年：28,740人）。コマルカの中心地区はオ・バルコ・デ・バルデオーラスのオ・バルコ教区のオ・バルコ地区で、2番目の核となる地区はア・ルーアのア・ルーア・デ・バルデオーラス教区のア・ルーア・デ・バルデオーラス地区。

## 地理
| コマルカ・デ・バルデオーラスの構成自治体（2010年）     |            |             |                    |
| 自治体                                                 | 人口（人） | 面積（km²） | 人口密度（人/km²） |
| オ・バルコ・デ・バルデオーラス                         | 14,134     | 85.7        | 164.9              |
| オ・ボーロ                                             | 1,117      | 91.2        | 12.2               |
| カルバジェーダ・デ・バルデオーラス                     | 1,866      | 222.7       | 8.4                |
| ラロウコ                                               | 584        | 23.7        | 24.6               |
| ペティン                                               | 1,032      | 30.5        | 33.8               |
| ア・ルーア                                             | 4,754      | 35.9        | 132.4              |
| ルビアー                                               | 1,583      | 100.7       | 15.7               |
| ア・ベイガ                                             | 1,075      | 290.5       | 3.7                |
| ビラマルティン・デ・バルデオーラス                     | 2,072      | 88.3        | 23.5               |
| 計                                                     | 28,217     | 969.2       | 29.1               |
| 出典: INE（スペイン国立統計局）、IGE（ガリシア統計局） |            |             |                    |